# Albert Tschautsch
Albert Tschautsch (ur. 20 grudnia 1843 w Seelow; zm. 18 stycznia 1922 w Berlinie) – niemiecki malarz, przedstawiciel malarstwa rodzajowego.

## Życiorys
W swojej twórczości Tschautsch czerpał przede wszystkim z motywów baśniowych i bajkowych. Był również portrecistą oraz malarzem historyzującym. W czasie swoich studiów na Pruskiej Akademii Sztuki w Berlinie w latach 1863-1867 był uczniem Juliusza Schradera (1815–1900).
Z dzieł Tschautscha w Polsce zachowały się dwa obrazy w ramionach transeptu Kościoła św. Józefa w Poznaniu z roku 1878: Adoracja Dzięciatka przez pasterzy oraz Upadek Jezusa pod krzyżem.
Został pochowany na cmentarzu Lichterfelde w Berlinie.

## Dzieła (Wybór)

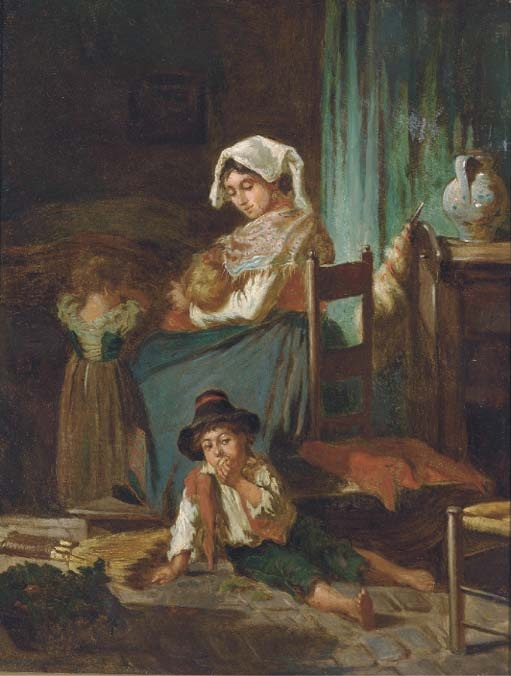
Ugryzienie jabłka
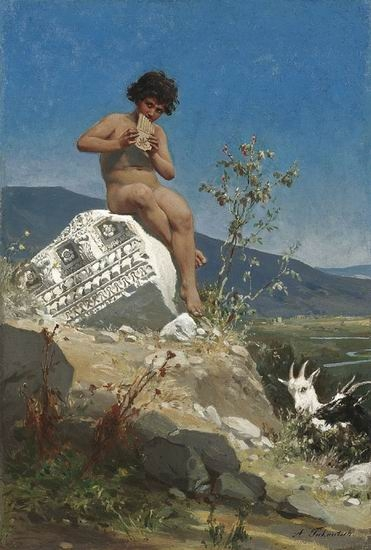
Pastuszek z rzymskiej Campagni
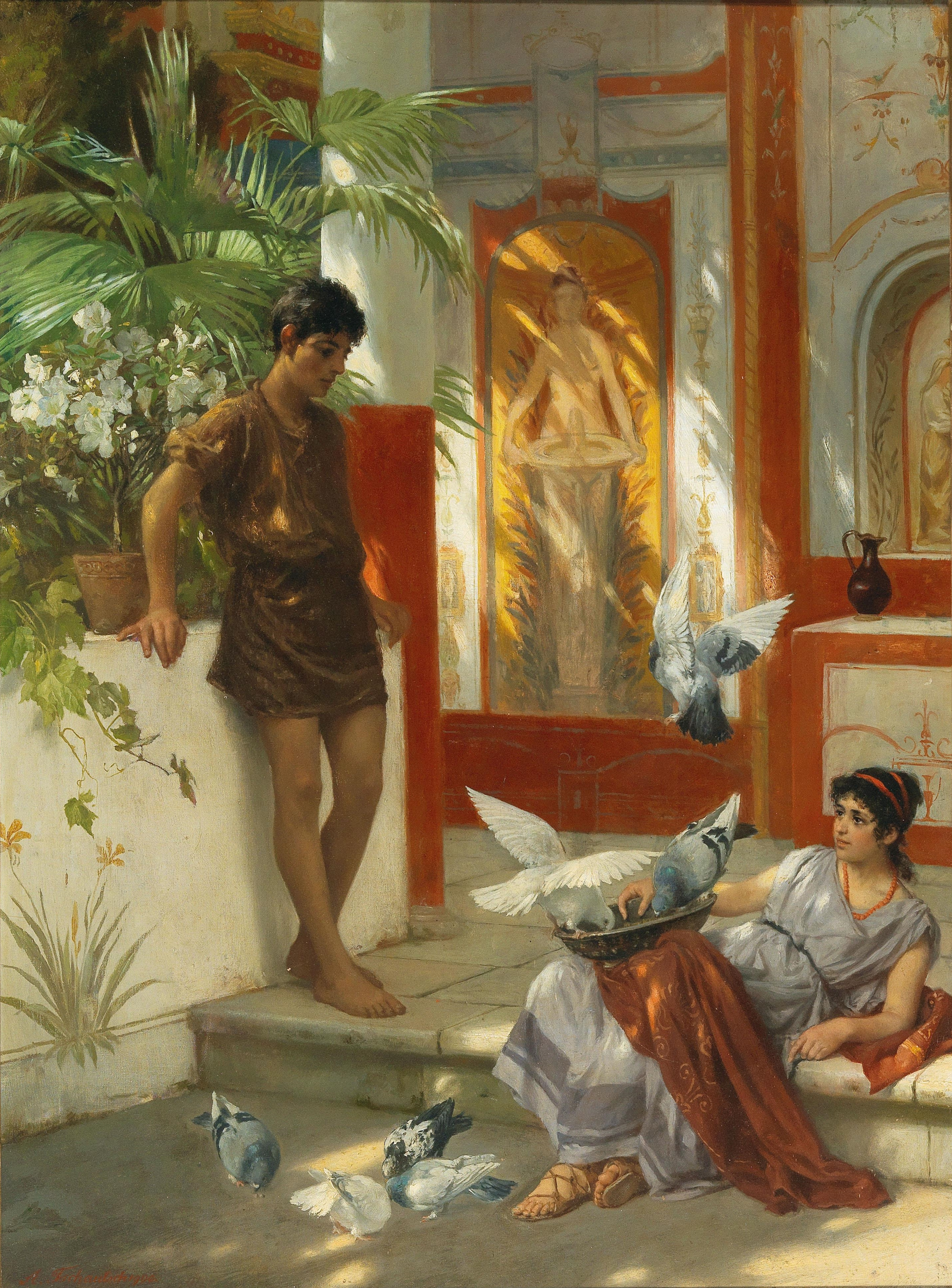
Karmienie gołębi w atrium
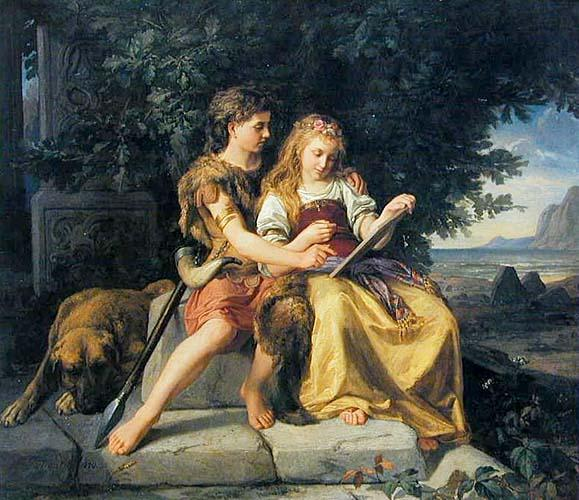
Idylla